# August Paterno

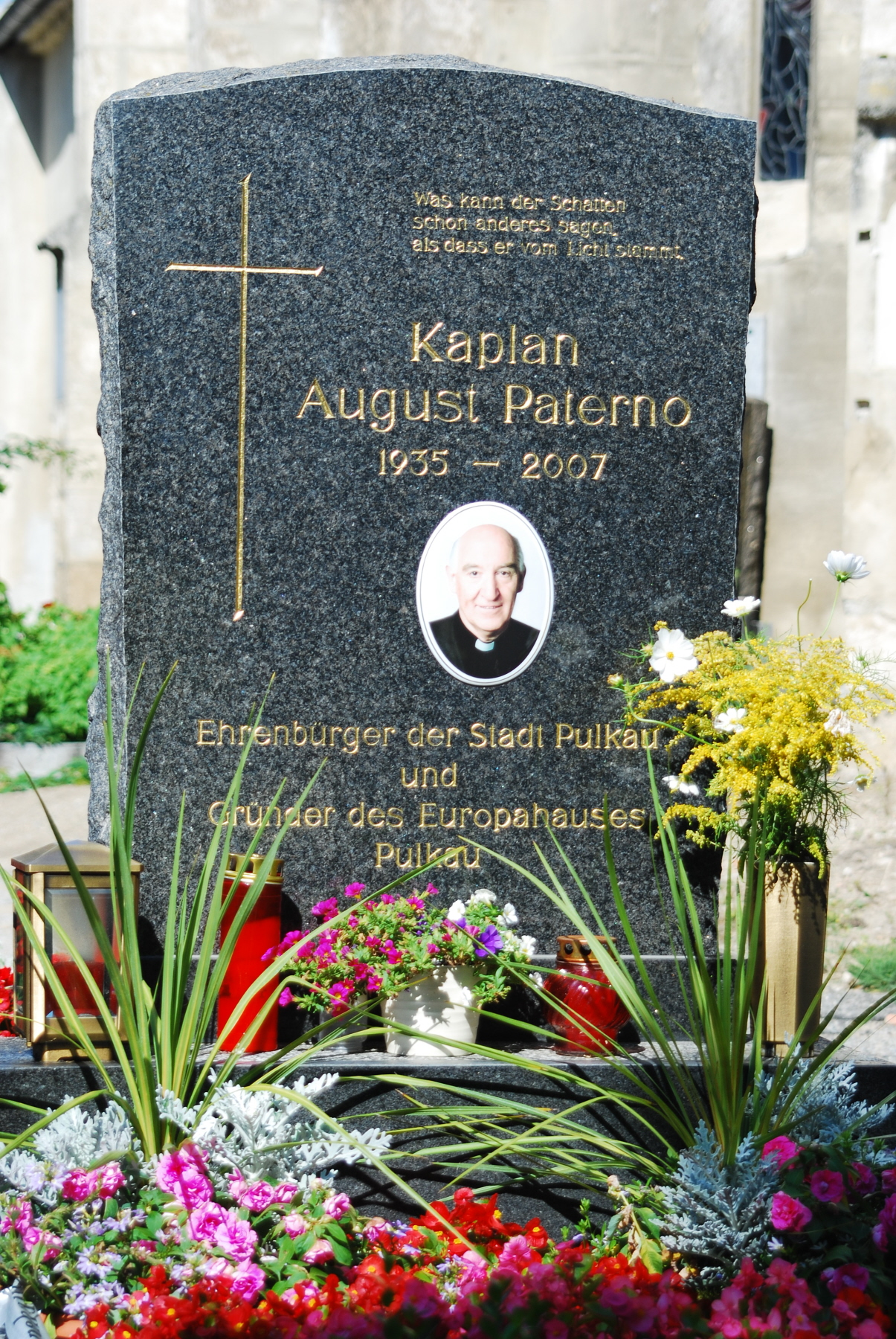
Grab von August Paterno

August Kaspar Paterno (* 31. Juli 1935 in Dornbirn; † 10. Juli 2007 in Horn) war ein römisch-katholischer Kaplan, Autor und österreichischer Fernsehkaplan.
Kaplan Paterno wurde oft fälschlich als „Pater Paterno“ tituliert.

## Leben
August Paterno studierte nach seiner Schulzeit und Tätigkeit als Gerichtsschreiber und Buchhalter als Spätberufener Theologie und Philosophie in Innsbruck und Salamanca. 1966 wurde er zum Priester geweiht. Er wirkte als Kaplan in Klaus, ab 1967 in der Pfarre Mariahilf sowie als beliebter Religionspädagoge an der Handelsschule und Handelsakademie in Bregenz (bis 1987), später in Wien und Pulkau.
Seit 1968 war er freier Mitarbeiter des ORF-Landesstudios Vorarlberg.  Für das ORF-Fernsehen gestaltete Paterno die Sendungen Christ in der Zeit und Fragen des Christen, die zu den erfolgreichsten Reihen des Religions-TV in Österreich zählten. Im Radio betreute er die Sendungen Das Wort an die Kranken, Glaubensgespräche, Einfach zum Nachdenken, Morgenbetrachtung und Ökumenische Morgenfeier.
August Paterno schrieb viel gelesene Kolumnen in der Neuen Vorarlberger Tageszeitung sowie im Kurier und war jahrelanger Schriftleiter der Zeitschrift Welt in Christus. Paterno leitete Reisen und gestaltete Dokumentationen über das Heilige Land, orientalische Kirchen in Israel, Palästina, Syrien und Unterrichtsprojekte in Costa Rica. Paterno war u. a. auch Präsident von Kiwanis Europa-Wien I.
Paterno kam 1999 nach Pulkau und engagierte sich für die Errichtung des Europahauses (ein Jugendzentrum für Jugendliche aus West- und Osteuropa) im Schüttkasten des örtlichen Pfarrhofes, an dessen Generalsanierung und weiteren Ausbau Paterno großen Anteil nahm. Am 2. August 2005 wurde Paterno vom Bürgermeister und den Stadt- und Gemeinderäten die Ehrenbürgerschaft für besondere Verdienste um die Stadtgemeinde Pulkau verliehen.
2004 wurde Paterno sexueller Missbrauch vorgeworfen. Die Vorfälle mit zehn jungen Leuten sollen in den 1980ern stattgefunden haben. Die Staatsanwaltschaft sowie die Kirche überprüften den Fall, seitdem zog sich Paterno weitgehend aus der Öffentlichkeit zurück. Das Verfahren wurde ergebnislos wegen Verjährung eingestellt. August Paterno hat sich bis zuletzt gegen diese Vorwürfe zur Wehr gesetzt.
August Paterno verstarb an einem Krebsleiden und wurde unweit des von ihm gegründeten Europahauses am Ortsfriedhof von Pulkau begraben.
Er war Träger des Ehrenkreuzes als Ritter vom Heiligen Grab und Archimandrit der griechisch-orthodoxen Kirche Jerusalems.

## Werke
- Kaplan August Paterno spricht über Christ in der Zeit, Martin Verlag/Walter Berger Buxheim 1975(?), ISBN 3-7865-0018-5
- Single Das tut doch weh (als Kaplan Paterno & Die Ministranten), 1990[5]
- Herbstsonne – Gedanken zum Älterwerden, Verlag Ueberreuter, Wien, 1991, ISBN 3-8000-3396-8
- Ich feiere ein Fest – mein Erstkommunionsbuch, Verlag Kremayr und Scheriau, Wien, 1993, ISBN 3-218-00565-5
- Aus Tag und Traum – Begegnungen, Verlag Niederösterr. Pressehaus, St. Pölten-Wien, 1994, ISBN 3-85326-991-5
- mit Christiane Holler und Franz Severin Berger: Die Fastenspeisen der Pfarrersköchinnen – Besinnliches für Leib und Seele, Verlag Herder, Freiburg im Breisgau-Basel, Herder-Spektrum Band 4404, in Lizenz des Verlags Orac, Wien, 1995, ISBN 3-451-04404-8
- Einfach zum Nachdenken, 5. Auflage, Verl. Niederösterr. Pressehaus, St. Pölten-Wien, 1995, ISBN 3-85326-037-3
- Vom Sinn des Lebens – nachgefragt von Martin Zimper, Verl. Almathea, Wien-München, 1998, ISBN 3-85002-412-1
- mit Christiane Holler und Franz Severin Berger: Himmlische Genüsse – Gaumenfreuden für christliche Feste, Verlag Orac, Wien-München-Zürich, 1999, ISBN 3-7015-0399-0
- mit Erich Huber: Wege ins Licht – wie man aus einer Krankheit heraus Wege findet, die ins Licht führen, Verlag Erich Huber, Ignaz-Harrer-Str. 86/1/3, 6020 Salzburg, 1999

## Auszeichnungen
- Träger des Ehrenkreuzes als Ritter vom Heiligen Grab
- Archimandrit des griechisch-melkitisch-katholischen Patriarchats Jerusalem.
- Ehrenbürger der Stadt Pulkau[6]